# Sadjejedi
Sadjejedi ali turaki (znanstveno ime Musophagidae) so družina ptic, ki jo uvrščamo v samostojen red (Musophagiformes), sestavlja pa jo 23 danes živečih vrst v petih rodovih. Razširjeni so v podsaharski Afriki.

## Opis
So srednje veliki ptiči s kratkimi, zaokroženimi perutmi in dolgim, širokim repom. Kljun je oster, nazobčan in pogosto živobarven, pri nekaterih vrstah podaljšan v čelni ščitek. Močne noge se končajo s štirimi prsti, dva od katerih sta obrnjena naprej in dva nazaj (zigodaktilne noge, podobno kot žolne). V operjenosti nekaterih vrst prevladujeta siva in bela barva, druge pa so živopisane z zelenimi in temnomodrimi odtenki, lahko tudi z rdečo obrobo na krilih. Njihova peresa vsebujejo skupino pigmentov – turakoverdine, kakršnih ne najdemo pri nobeni drugi skupini ptic. Vse vrste imajo na glavi greben (perjanico). Kljub barvitosti je večino vrst v gostem rastju težko opaziti, kljub temu, da se pogosto zadržujejo v skupinah in so dokaj glasni. Kot šibki letalci se najraje premikajo s skakanjem po vejah.
Kot pove ime, so pretežno sadjejedi, nekatere vrste celo izključno, druge pa dopolnjujejo prehrano z listi, cvetovi in poganjki ali, predvsem v paritvenem obdobju, žuželkami. Njihovo znanstveno ime se nanaša konkretno na banane, o prehranjevanju s katerimi pa ni zaresnih podatkov. So monogamni ptiči, za zarod skrbita oba starša, vključno z valjenjem jajc. Nekateri sadjejedi gnezdijo v kolonijah.

## Habitat in razširjenost
Razširjeni so po večini podsaharske Afrike, od vlažnih gozdov do sušnih savan. Tri vrste so opredeljene kot ogrožene po kriterijih Svetovne zveze za varstvo narave zaradi uničevanja habitatov. Ogroža jih tudi lov za meso in perje ter trgovino z živimi primerki.

## Taksonomija
Tradicionalno so sadjejede uvrščali v red kukavic, sodobne molekularne raziskave pa podpirajo opredelitev kot samostojen red. Poleg kukavic so njihovi najbližji sorodniki droplje.
23 danes znanih vrst združujemo v pet rodov:
- Corythaeola
  - veliki turako (Corythaeola cristata)
- Crinifer
  - Crinifer personatus
  - Crinifer concolor
  - Crinifer leucogaster
  - Crinifer piscator
  - Crinifer zonurus
- Gallirex
  - Gallirex porphyreolophus
  - Gallirex johnstoni
- Menelikornis
  - Menelikornis ruspolii
  - belolični turako (Menelikornis leucotis)
- Tauraco
  - Tauraco violaceus
  - Tauraco rossae
  - Tauraco macrorhynchus
  - Tauraco bannermani
  - Tauraco leucolophus
  - Tauraco erythrolophus
  - Tauraco persa
  - Tauraco livingstonii
  - Tauraco schalowi
  - Tauraco corythaix
  - Tauraco schuettii
  - Tauraco fischeri
  - Tauraco hartlaubi